# Xã Northwest Marion, Quận Polk, Missouri
Xã Northwest Marion (tiếng Anh: Northwest Marion Township) là một xã thuộc quận Polk, tiểu bang Missouri, Hoa Kỳ. Năm 2010, dân số của xã này là 3.402 người.